# ویلهم گزنیوس
ویلهم گزنیوس (انگلیسی: Wilhelm Gesenius; ۳ فوریهٔ ۱۷۸۶ – ۲۳ اکتبر ۱۸۴۲) شرق‌شناس، لوتریانیسم، فرهنگ‌نویس، متخصص الهیات و استاد دانشگاه اهل آلمان بود.